# Dorota Olko
Dorota Zofia Olko (ur. 13 stycznia 1988 w Siedlcach) – polska polityczka i socjolożka, doktor nauk społecznych, posłanka na Sejm X kadencji (od 2023).

## Życiorys
Ukończyła II Liceum Ogólnokształcące im. św. Królowej Jadwigi w Siedlcach. Absolwentka studiów magisterskich na kierunkach socjologia (2011) oraz dziennikarstwo (2012) na Uniwersytecie Warszawskim. Ukończyła także na UW Podyplomowe Studium Filologii Polskiej ze specjalizacją redaktorską. W 2023 doktoryzowała się na Wydziale Socjologii UW na podstawie napisanej pod kierunkiem Małgorzaty Jacyno pracy pt. Stosunek do ciała a nierówności społeczne. Analiza praktyk cielesnych klas ludowych w Polsce. Była związana ze środowiskiem „Krytyki Politycznej”. Pracowała jako redaktorka i badaczka społeczna, została też nauczycielką akademicką.
W 2015 brała udział w powołaniu Partii Razem (w 2019 przemianowanej na Lewicę Razem). Była m.in. członkinią zarządu krajowego i rzeczniczką prasową partii.
Kandydowała z jej listy w 2015 do Sejmu w okręgu siedleckim i w 2018 do Sejmiku Województwa Mazowieckiego. W 2019 bezskutecznie startowała do Parlamentu Europejskiego z pierwszego miejsca listy koalicji Lewica Razem w okręgu nr 5. W wyborach parlamentarnych w 2019 również bez powodzenia kandydowała do niższej izby polskiego parlamentu, ubiegając się o mandat z ramienia Sojuszu Lewicy Demokratycznej (w ramach projektu politycznego Lewica) w okręgu siedleckim.
W wyborach parlamentarnych w 2023 została wybrana na posłankę X kadencji z listy Nowej Lewicy w okręgu warszawskim, otrzymując 44 188 głosów. W październiku 2024 wraz z grupą innych parlamentarzystek wystąpiła z partii Lewica Razem, pozostając w KKP Lewicy.

## Życie prywatne
Związała się z Michałem Danielewskim, redaktorem naczelnym portalu OKO.press.

## Wyniki wyborcze
| Wybory | Komitet wyborczy                             | Komitet wyborczy             | Organ                            | Okręg        | Wynik          |
| ------ | -------------------------------------------- | ---------------------------- | -------------------------------- | ------------ | -------------- |
| 2015   |                                              | Partia Razem                 | Sejm VIII kadencji               | nr 18        | 874 (0,23%)    |
| 2018   | Sejmik Województwa Mazowieckiego VI kadencji | Partia Razem                 | nr 6                             | 1580 (0,42%) |                |
| 2019   |                                              | Lewica Razem                 | Parlament Europejski IX kadencji | nr 5         | 2965 (0,35%)   |
| 2019   |                                              | Sojusz Lewicy Demokratycznej | Sejm IX kadencji                 | nr 18        | 12 055 (2,66%) |
| 2023   |                                              | Nowa Lewica                  | Sejm X kadencji                  | nr 19        | 44 188 (2,58%) |